# Бетлен, Ката
Ката Бетлен (венг. Betleni Bethlen Kata, рум. Kata Bethlen de Bethlen; 25 ноября 1700 — 29 июля 1759) — трансильванская писательница, одна из первых мемуаристок в Венгрии и Румынии.

## Биография
Ката Бетлен активно участвовала в культурной и интеллектуальной жизни своей страны. Её семья занимала высокое положение в обществе — род Бетленов становился во главе Трансильвании в качестве правителей и канцлеров. В 17 лет её заставили выйти замуж за католика, этот брак был политическим решением её семьи. Этот брак произвел на неё сильный эффект. Семья мужа забрала у неё детей и отказывала ей в встречах ними, о чём она после писала в своих мемуарах. После смерти первого мужа Ката снова вышла замуж, уже за любимого человека. Её второй брак был намного счастливее предыдущего, но её второй муж и дети от второго брака рано умерли, после чего Бетлен стала называть себя «сирота». После смерти второго мужа его крупное владение перешло в распоряжение Бетлен, она управляла имением и активно распространяла образование, а также поддерживала книгопечатание. По её распоряжению была собрана одна из самых важных для своего времени библиотек. Однако в 1847 году эта библиотека была уничтожена пожаром. Ката поощряла развитие промышленности в своем имении, создавал сады и теплицы, для увеличения урожая, владела бумажный и стеклодувных заводы, а также у неё в подчинении было множество ремесленников. Она изучала естественные науки, чтобы противодействовать стихийным бедствиям, а также помогала своим арендаторам внедрять прогрессивные методы ведения хозяйства. Кроме того Ката изучала медицину и фармакологию, чтобы помогать людям. Она создавала школы и выплачивала стипендии, особенно девочкам, чьим образованием, как она писала, пренебрегали.

## Литературные труды
При жизни она опубликовала несколько работ: Védelmező, erős paizs в 1759; Bujdosásnak emlékezetköve в 1733, а также сборник своих работ, включая письма. В 1759 также были написаны её мемуары Gróf Bethleni Bethlen Kata életének maga által való rövid leírása, но опубликованы они были в 1762 г. Её мемуары отражали не только её собственные жизненные проблемы, но в них также содержались рассуждения на тему политической борьбы её времени, долга, задачи аристократии в этом конфликте. Её мемуары считаются прекрасным примером барочной литературы. Её работы являются интересным сочетанием «медитативной» лирики и популярных для её времени жанров. А её письма сравнивают с работами Мадам де Севинье.